# Buczkowice
Buczkowice è un comune rurale polacco del distretto di Bielsko-Biała, nel voivodato della Slesia.
Ricopre una superficie di 19,33 km² e nel 2004 contava 10 486 abitanti.